# جمعية بورتوريكو التشريعية
جمعية بورتوريكو التشريعية (بالإنجليزية: Legislative Assembly of Puerto Rico)‏ هي الهيئة التشريعية لبورتوريكو، تتكون من المجلس الأعلى مجلس شيوخ بورتوريكو 
الذي يضم 27 مقعداً، والمجلس الأدنى مجلس نواب بورتوريكو الذي يضم 51 مقعداً.